# لیتل‌استورجن (ویسکانسین)
لیتل‌استورجن (به انگلیسی: Little Sturgeon) یک منطقهٔ مسکونی در ایالات متحده آمریکا است که در شهرستان دور، ویسکانسین واقع شده‌است. لیتل‌استورجن ۱۳۶ نفر جمعیت دارد.